# 여의대로
여의대로(Yeoui-daero)는 서울특별시 영등포구 여의도동 여의도(서울교)교차로에서 서울특별시 영등포구 여의동 마포대교를 잇는 서울특별시의 도로다.

## 역사
- 2009년 7월 10일 : 여의도의 주요도로라는 의미로 여의대로 명칭 부여

## 노선
전 구간이 국도 제46호선과 서울특별시도 제60호선에 속한다.
| 이름                | 접속 노선        | 소재지        | 소재지        | 비고          |
| 경인로와 직결       | 경인로와 직결    | 경인로와 직결 | 경인로와 직결 | 경인로와 직결 |
| ------------------- | ---------------- | ------------- | ------------- | ------------- |
| 서울교 교차로       | 여의서로         | 서울특별시    | 영등포구      |               |
| 여의나루 나들목     | 신월여의지하도로 | 서울특별시    | 영등포구      |               |
| 여의도공원앞 교차로 | 의사당대로       | 서울특별시    | 영등포구      |               |
| 여의도환승센터      | 국제금융로       | 서울특별시    | 영등포구      |               |
| 마포대교 교차로     | 여의동로         | 서울특별시    | 영등포구      |               |
| 마포대교            |                  | 서울특별시    | 영등포구      |               |
| 마포대로와 직결     |                  |               |               |               |

## 주요 건물 및 시설
- 여의도파크센터 (서울특별시 영등포구 여의대로 8)
- KT 여의도지사 (서울특별시 영등포구 여의대로 14)
- 국민연금공단 영등포지사 (서울특별시 영등포구 여의대로 14)
- 한국경제인협회 (한경협회관, 서울특별시 영등포구 여의대로 24)
- 금융감독원 (서울특별시 영등포구 여의대로 38)
- 한화금융센터 (서울특별시 영등포구 여의대로 56)
- 다올투자증권 (서울특별시 영등포구 여의대로 60)
- iM증권 (서울특별시 영등포구 여의대로 66)
- 신한투자증권 (서울특별시 영등포구 여의대로 96)
- NH투자증권 (서울특별시 영등포구 여의대로 108)
- LG 트윈타워 (서울특별시 영등포구 여의대로 128)

## 사진

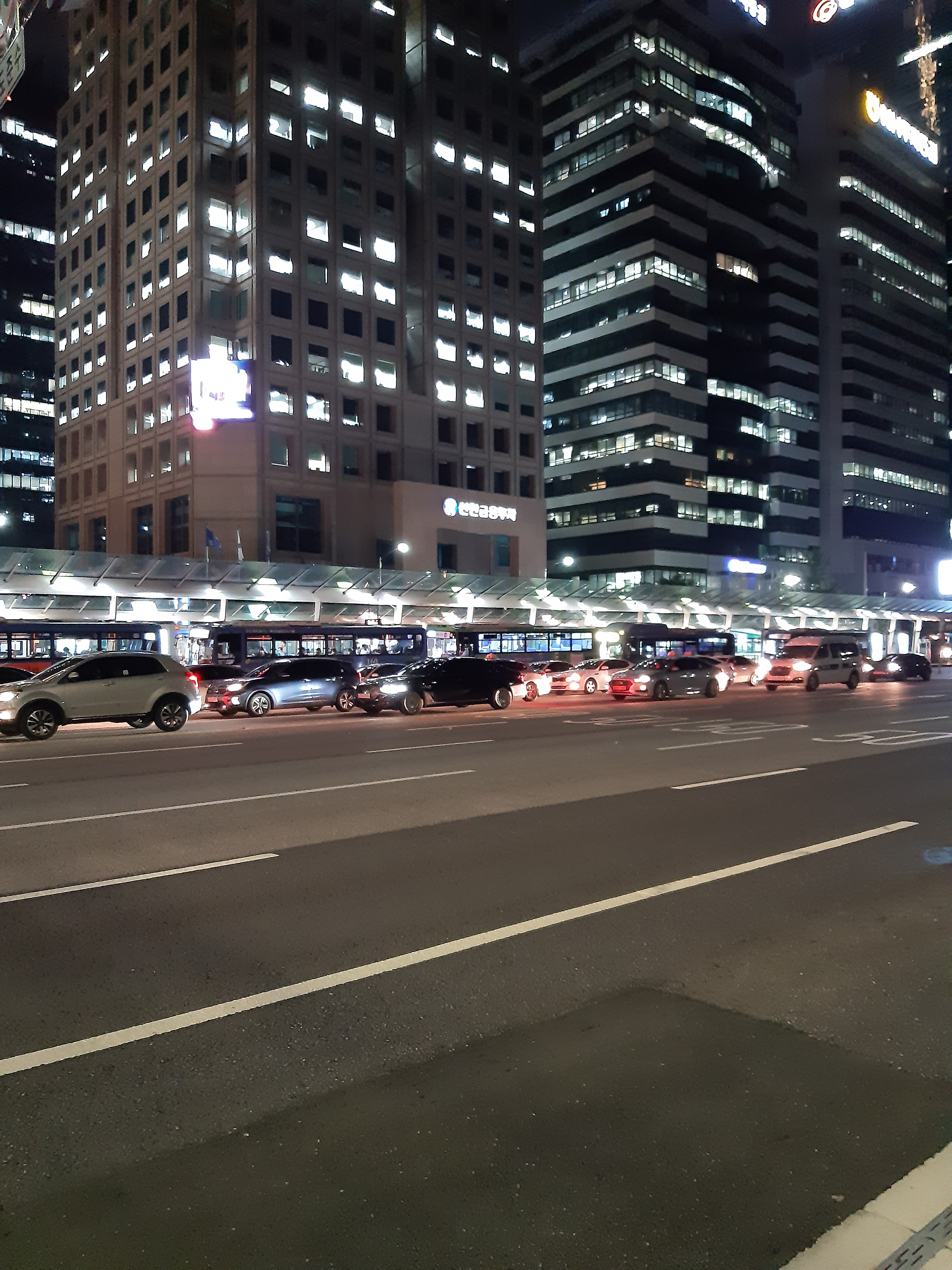
여의도환승센터 부근
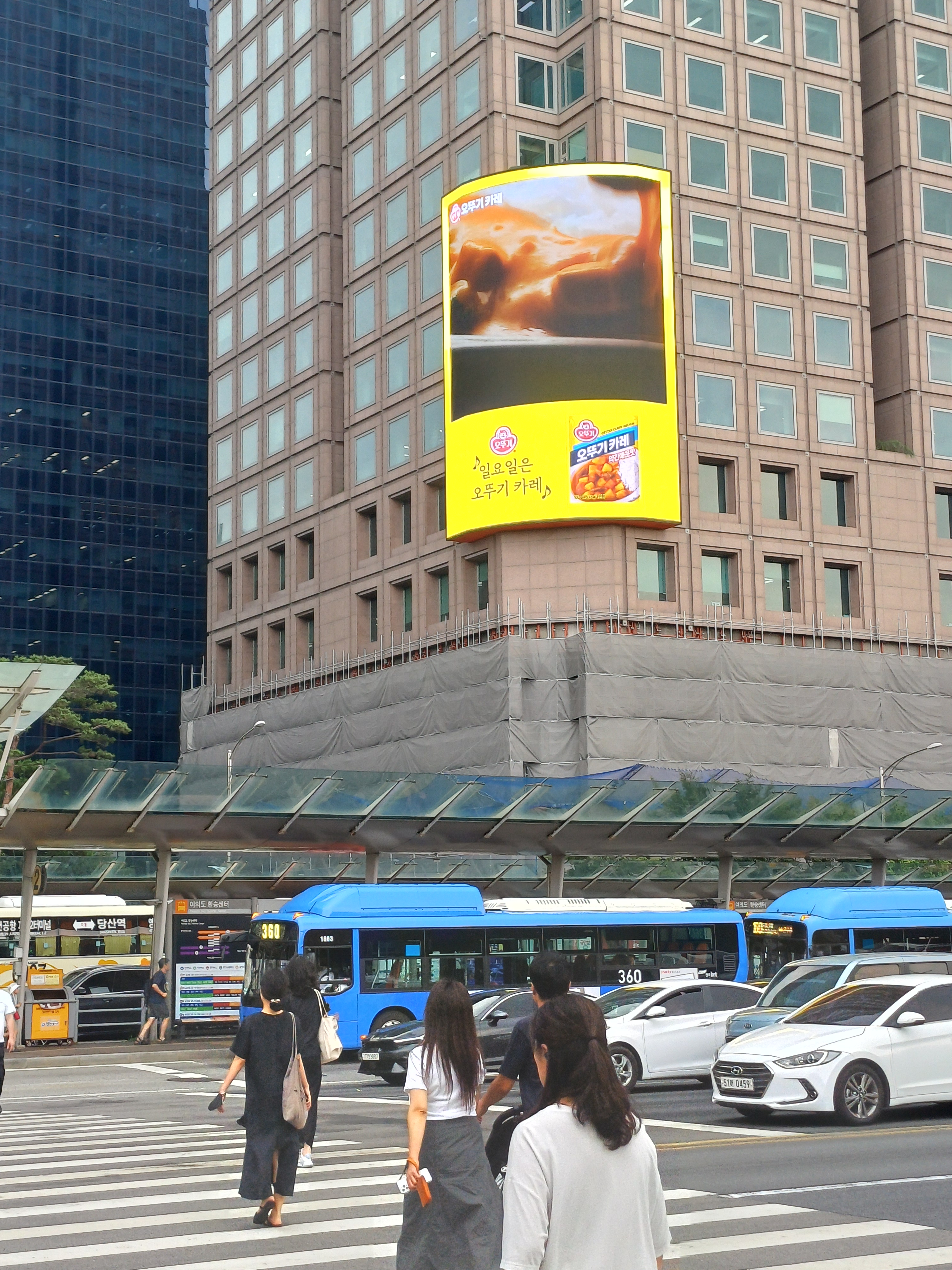
여의도환승센터
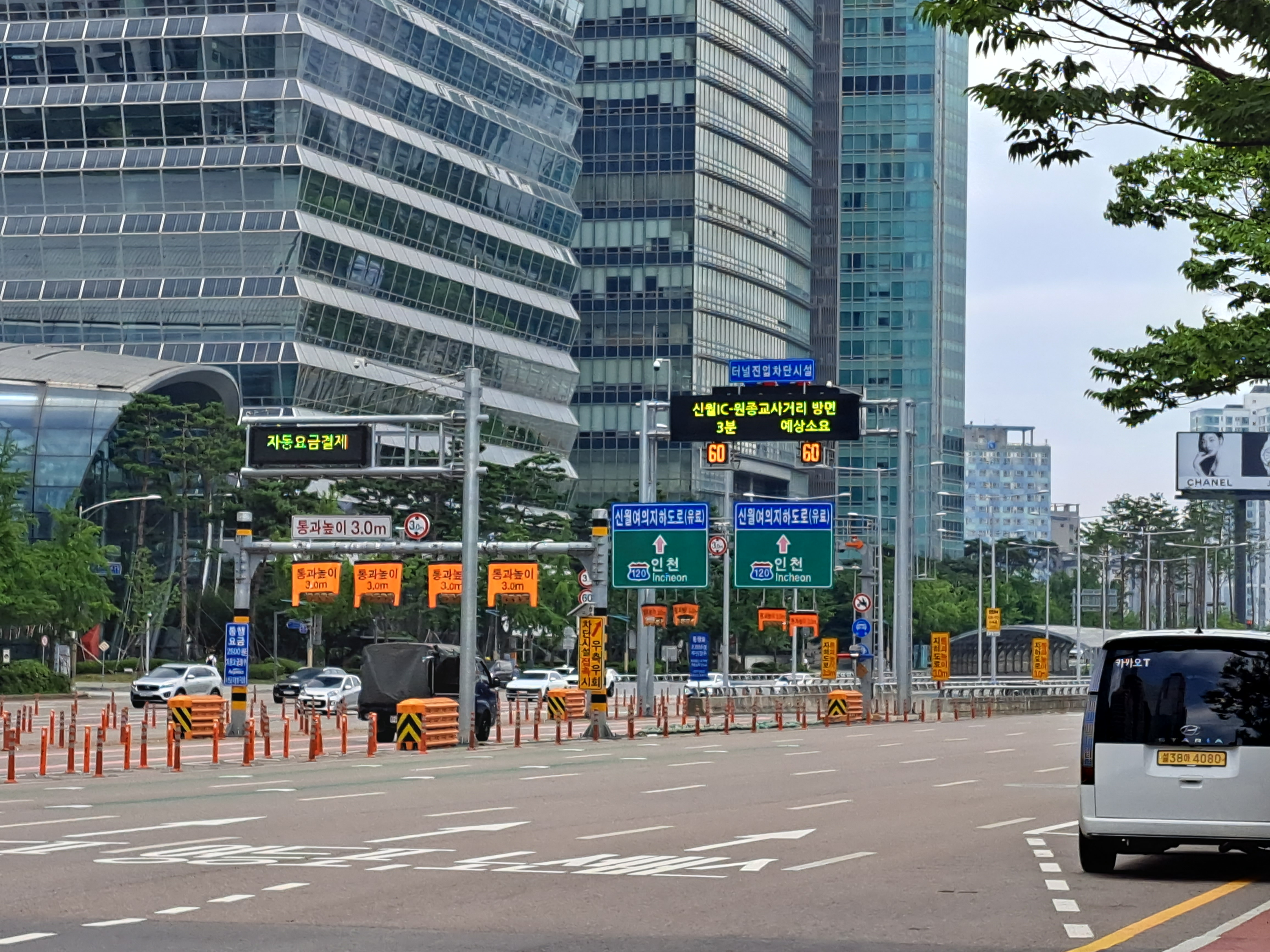
여의나루 나들목(신월여의지하도로)
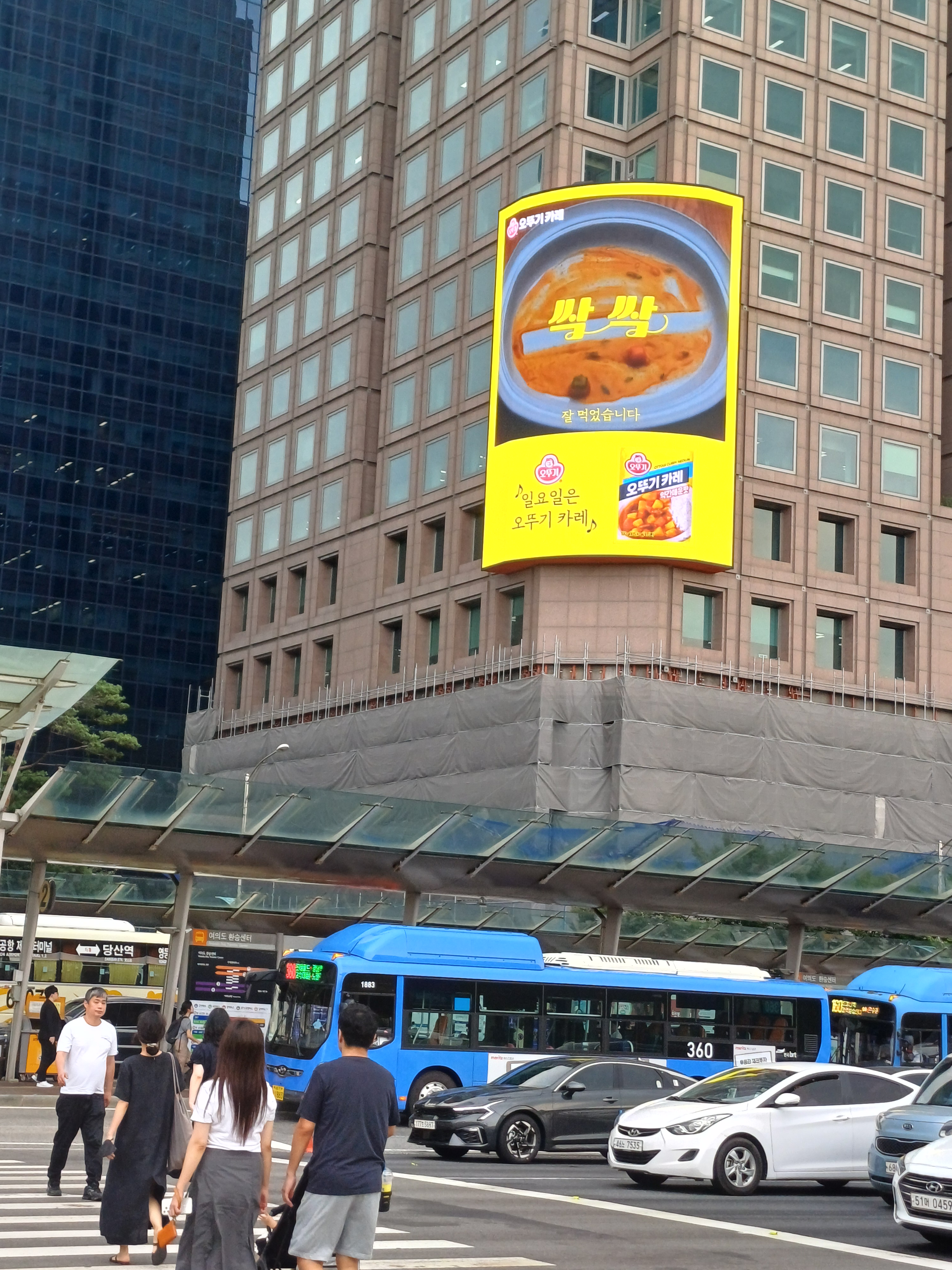
정차중인 한국비알티자동차 소속 360번 버스
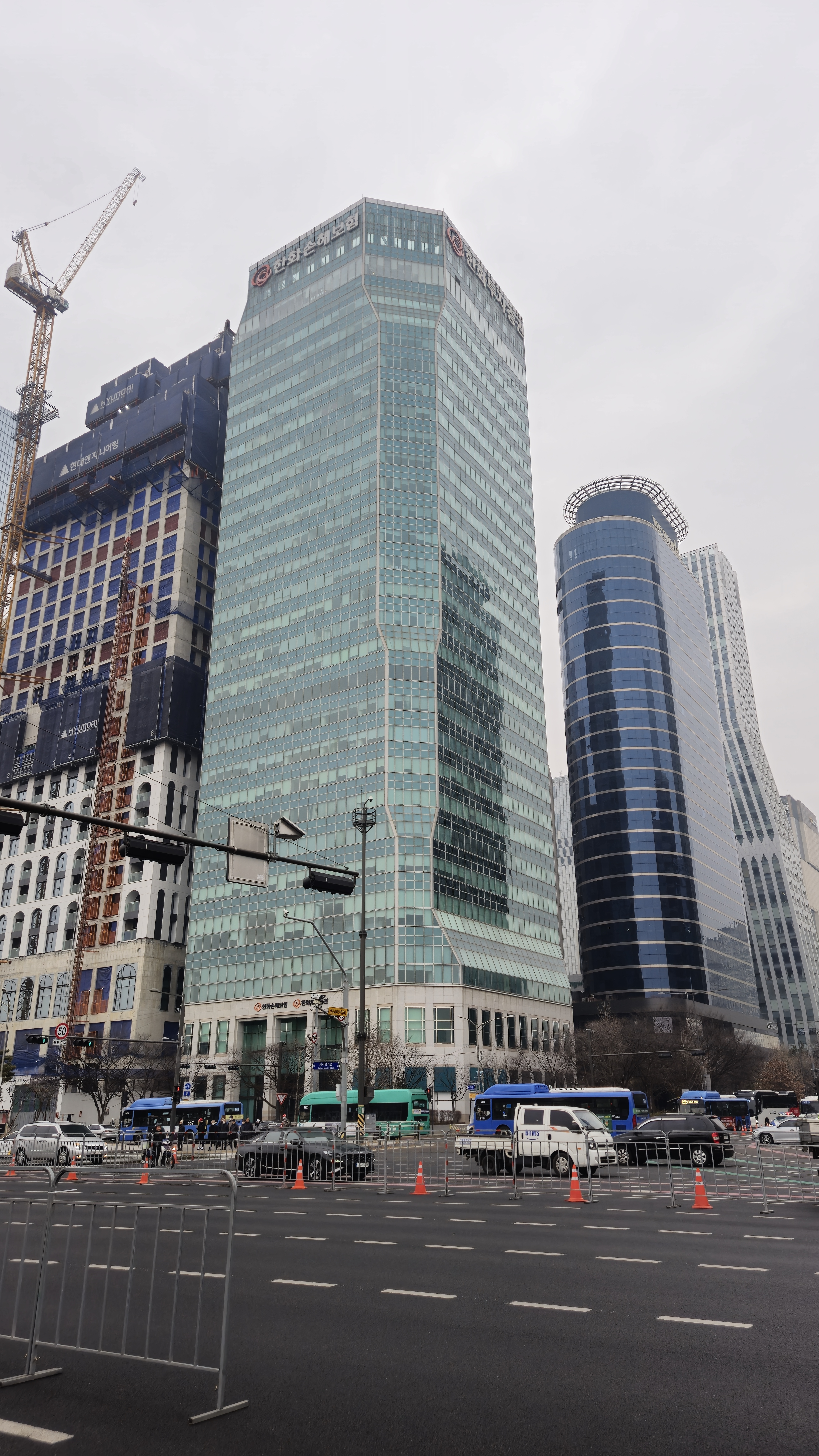
한화투자증권(영등포구 여의대로 56)
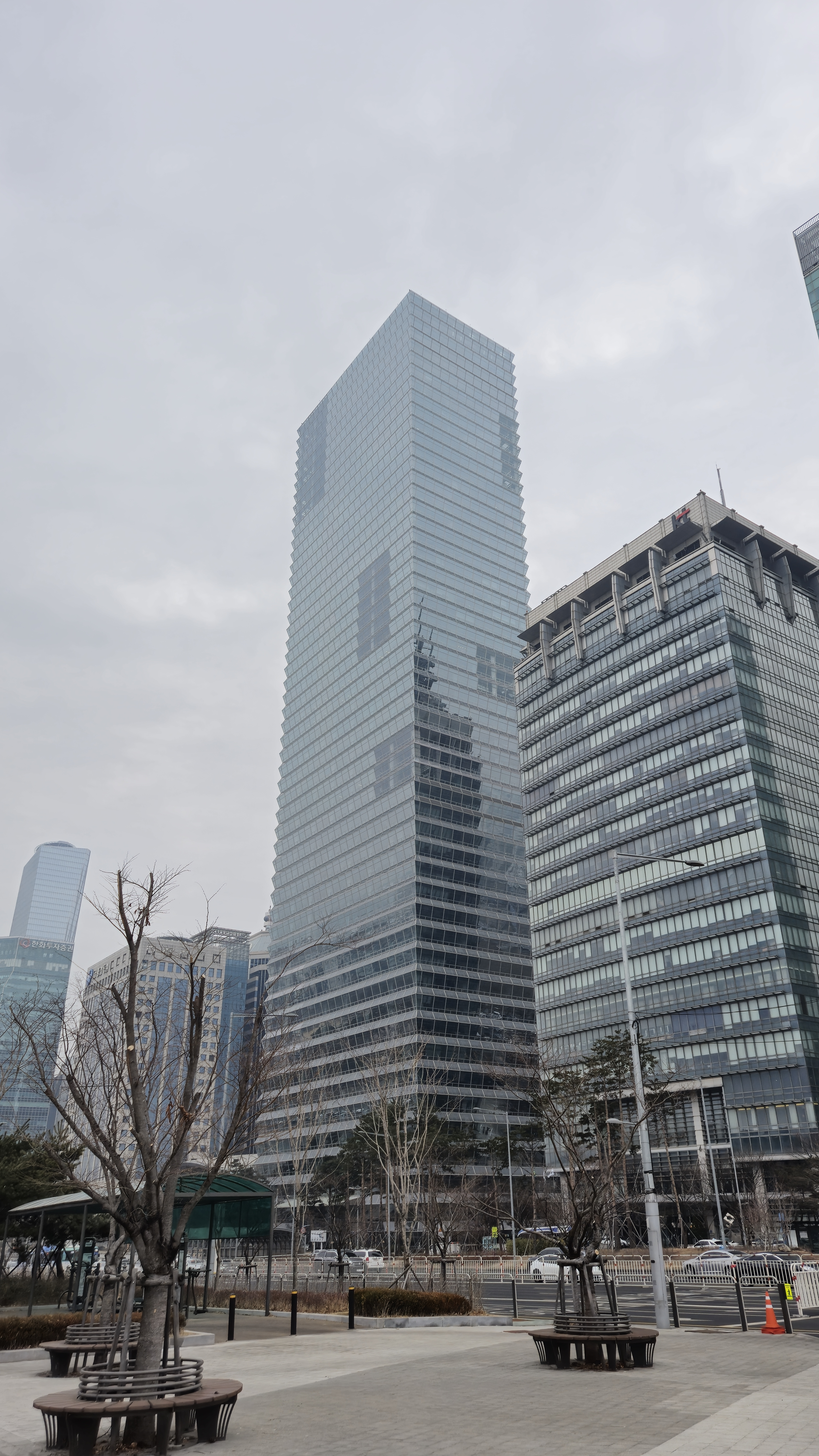
FKI타워(에프케이아이타워, 여의대로24)
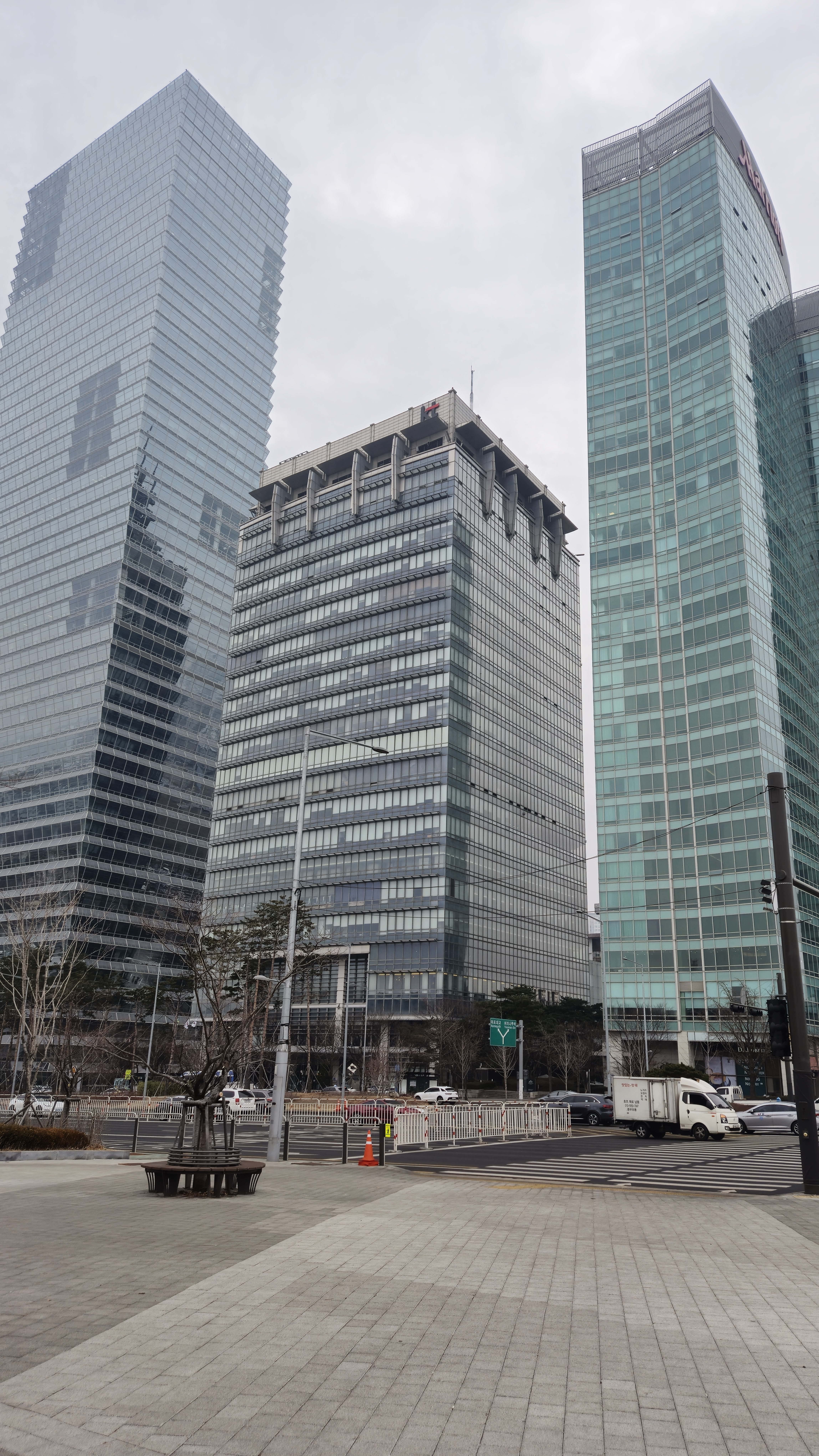
KT여의도 타워(여의대로 14)
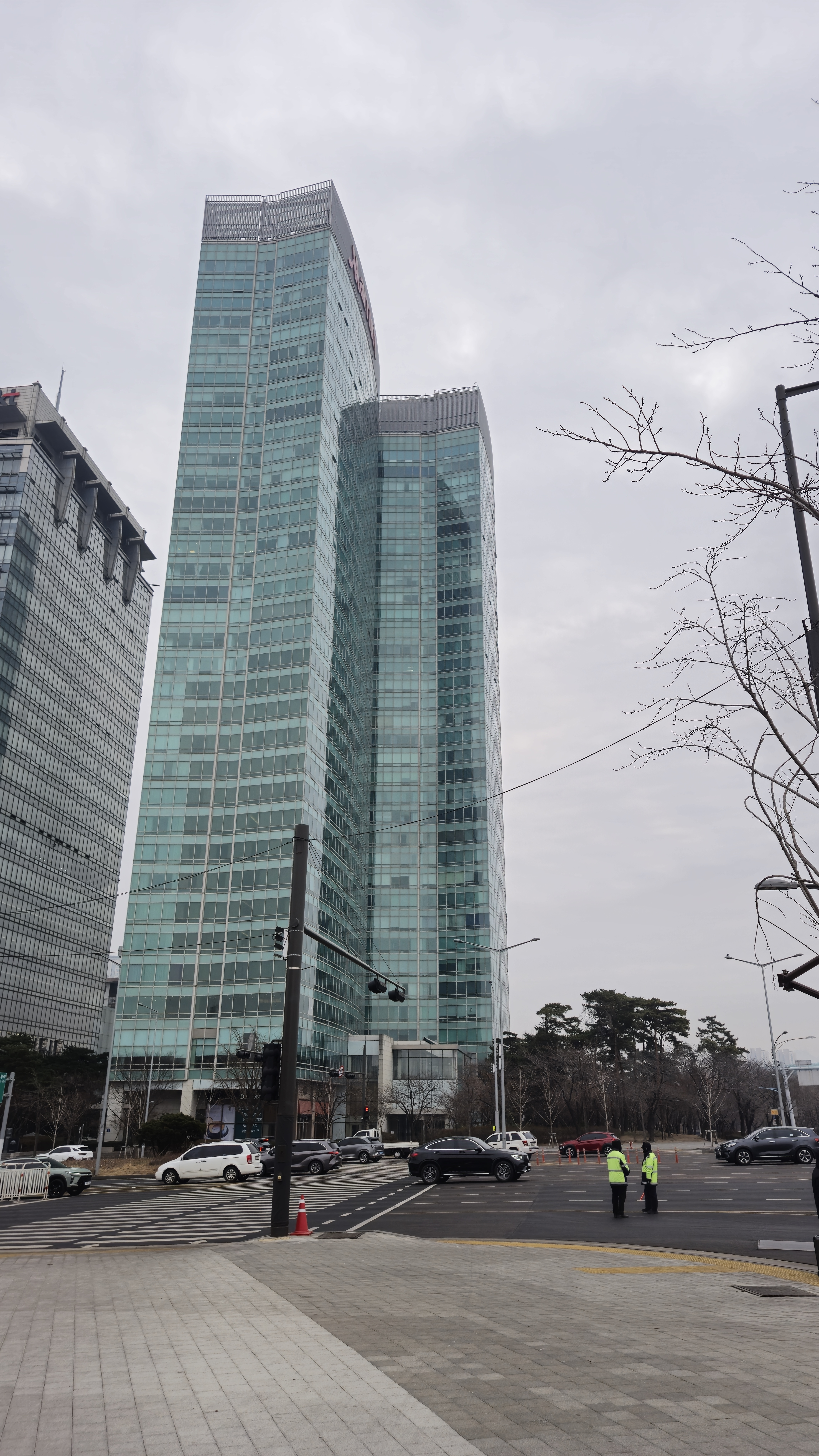
메리어트 이그제큐티브 아파트먼트 서울, 여의도 파크센터(여의대로 8)